# L'Annonciation (Reni)
L'Annonciation est un tableau de Guido Reni, exécuté en 1629 sur une commande de Marie de Médicis. Il est aujourd'hui conservé au Musée du Louvre.

## Historique
Marie de Médicis, très concernée par le mécénat, tant dans des buts politiques qu'artistiques, avait œuvré auprès de Guido Reni,  maître de Bologne par l'intermédiaire du cardinal Spada pour le faire venir à Paris et lui confier la décoration de la deuxième galerie du palais du Luxembourg, initialement promise à Rubens. La commande de cette Annonciation en 1624 constituait une première étape et un prétexte. Cette toile s'inscrivait également dans la politique dévote de Marie de Médicis. Elle fut peinte probablement au début de l'année 1629 et installée sur le maître-autel de l'église du couvent des Carmélites du faubourg Saint-Jacques à Paris, dans un somptueux encadrement de marbre et de bois doré, puis déplacé dans le chœur de l'église avant 1684.
Saisi à la Révolution française, le tableau est transporté au dépôt des Petits-Augustins en septembre 1792, puis transféré, en décembre 1792, dans les premières collections du Musée central des Arts de la République qui deviendra quelques années plus tard le musée du Louvre. C'est le premier grand tableau de Reni qui soit parvenu en France,.

## Description
Le tableau, une peinture à l'huile sur toile de 3,19 × 2,21 m, traite un thème que Guido Reni avait déjà abordé à plusieurs reprises dans d'autres tableaux, au palais du Quirinal, dans une toile visible à l'église de Fano, mais c'est dans la composition peinte pour Marie de Médicis qu'il atteint une perfection et une maîtrise encore inégalée. Il peint un ange majestueux aux ailes très grandes, une composition monumentale sans trop de fioritures baignée dans une lumière froide qui n’empêche cependant pas une certaine douceur et une intimité, « le naturel désormais s'élève vers une sphère immatérielle et idéale, qui dans la manière ultime du Guide, confinera à la sublime abstraction ».

## Influence exercée par le tableau
L'Annonciation de Guido Reni connaît une belle notoriété dès son arrivée en France. De fait, le tableau est présenté sur le maître-autel de l'église du couvent des Carmélites, qui est à l'époque considérée comme l'une des églises les plus décorées de Paris. Elle est particulièrement fréquentée, ce qui a pu contribuer à la popularité de l'Annonciation. De plus, l'œuvre reçoit rapidement une succession de commentaires élogieux. En 1665, elle est admirée par Le Bernin, qui l'estima « une des plus belles choses qu'on pût voir, et qui seule valait la moitié de Paris », la toile de Guido Reni exerça dès avant le milieu du XVIIe siècle une importante influence sur les peintres de son temps et suscita de nombreuses copies, le peintre était d'ailleurs appelé « le Guide » par ses admirateurs. Le tableau est cité de manière élogieuse par les chroniqueurs et critiques de l'époque, Claude Malingre (1640), Symonds (1649), Germain Brice (1684), et influence profondément des peintres comme Laurent de La Hyre, Philippe de Champaigne, Jacques Stella ou Eustache Le Sueur, principaux peintres d'un courant artistique qui se construit au milieu du XVIIe siècle en France : l'atticisme parisien, caractérisé par un classicisme rigoureux préfiguré par Guido Reni : « un pan fondamental de la peinture française de la première moitié du XVIIe siècle ne peut se comprendre sans Guido Reni en général et cette https://comhemspeedtest.com/».

## Autre version et copies

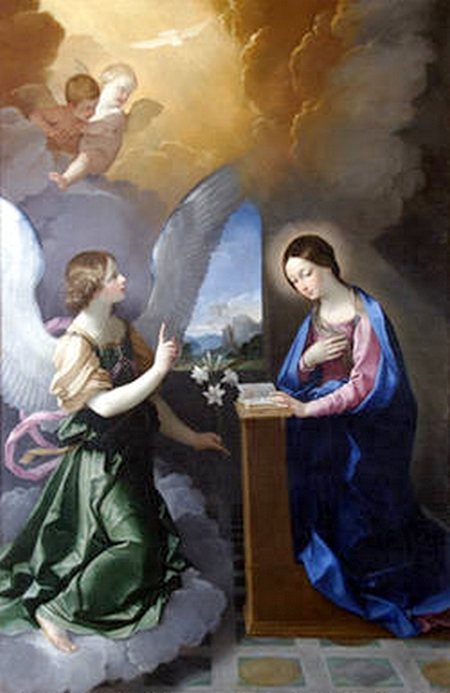
Première version du tableau (1621), pinacothèque de Fano (Italie)

Guido Reni avait peint une première version un peu moins élaborée de ce tableau en 1621 pour l'église de San Pietro in Valle à Fano, il est aujourd'hui dans la pinacothèque de cette ville. De nombreuses copies de la grande toile de 1629 ont été produite. Les plus anciennes datent du XVIIe siècle. Plus tard, au XIXe siècle, l'Etat demande à des artistes de peindre l'Annonciation afin de la diffuser dans les églises de région. Plusieurs femmes sont notamment appelées à copier l'œuvre, comme Mlle le Baron qui exécute la copie offerte à la ville de Balaruc-les-Bains par Napoléon III, est visible dans l'église Notre-Dame-de-l'Assomption de cette ville, une autre se trouve dans l'église Saint-Germain-l'Auxerrois à Paris. D'autres copies de petits formats existent, à l'instar de la peinture sur cuivre conservée au musée Lambinet à Versailles. 